# Daylight (singel Maroon 5)
Daylight – ballada rockowa amerykańskiego zespołu pop-rockowego Maroon 5, która znalazła się na ich czwartym albumie studyjnym pt. Overexposed. Utwór wydany został 27 listopada 2012 roku przez wytwórnię A&M/Octone Records jako trzeci singel z nowej płyty. Twórcami tekstu piosenki są Adam Levine, Max Martin, Sam Martin oraz Mason Levy, natomiast produkcją utworu zajęli się Levine wraz z MdL & Max Martin. Do singla nakręcono także teledysk, którego reżyserią zajął się Jonas Åkerlund.
Singel dotarł do 21. miejsca na liście Billboard Hot 100 oraz 15. na liście Canadian Hot 100.

## Notowania
| Lista (2012)                        | Najwyższa pozycja |
| ----------------------------------- | ----------------- |
| Australia (Top 50 Singles)          | 19                |
| Holandia (Single Top 100)           | 89                |
| Kanada (Billboard Canadian Hot 100) | 15                |
| Nowa Zelandia (Top 40 Singles)      | 11                |
| Stany Zjednoczone (Hot 100)         | 21                |